# Raport z podziemia 1942
Raport z podziemia 1942 – książka napisana przez Tadeusza Chciuka-Celta pod pseudonimem Marek Celt. Chciuk opowiada, jak Emisariusz Premiera RP gen. W. Sikorskiego w nocy z 27 na 28 grudnia 1941 wziął udział w operacji „Jacket” i wylądował na spadochronie w okupowanej Polsce. Jego zadaniem było sporządzenie dla Sikorskiego raportu o stanie Polskiego Państwa Podziemnego. Do Londynu powrócił jednak, na skutek szeregu przeszkód i trudności, dopiero w czerwcu 1943. Nie zdążył przekazać swojego raportu gen. Sikorskiemu, który 4 lipca tegoż roku zginął w Gibraltarze.
„Raport z podziemia – 1942” jest kontynuacją innej książki „Koncert” i raportem jaki przygotowywał dla gen. Sikorskiego. „Raport” zawiera ciekawe informacje o sytuacji Państwa Podziemnego, w tym analizę sytuacji w podziemnym harcerstwie, podziały w jego łonie, z odniesieniem do sytuacji przed wrześniem 1939 r.
Książka pierwotnie została wydana nakładem autora w 1990 w Monachium. W 1992 została ponownie wydana, tym razem w Polsce przez Zakład Narodowy im. Ossolińskich.

## 27/28 XII 1941 – Operacja lotnicza „Jacket”
dowódca por. naw. Mariusz Wodzicki
Ekipa II:
- rtm Marian Jurecki „Orawa”
- mjr dypl. Maciej Kalenkiewicz „Kotwicz”
- kpt. Alfred Paczkowski „Wania”
- kpt. Andrzej Świątkowski „Amurat”
- ppor. Tadeusz Chciuk „Celt” – kurier Delegatury Rządu na Kraj
- kpr. Wiktor Strzelecki „Buka” – kurier Delegatury Rządu na Kraj